# Théon de Smyrne
Pour les articles homonymes, voir Théon.
Théon de Smyrne, dit aussi Théon l'Ancien, est un maître d'école platonicien du IIe siècle ; il aurait vécu sous le règne de l’empereur Hadrien, de 70 env. à 135 env. avec deux repères chronologiques : Théon cite Thrasylle qui vivait sous Tibère, et Ptolémée (90-168) lui attribue des observations des planètes Mercure et Vénus réalisées de 129 à 132. On lui attribue une Exposition des connaissances mathématiques utiles à la lecture de Platon, rédigée en grec, dont seuls des fragments sont connus.

## Philosophie
Théon de Smyrne est un médio-platonicien influencé par le néopythagorisme et par Thrasylle de Mendès, astrologue du Ier s., spécialiste de Platon.

## Les deux fragments conservés de l’Exposition
L’Exposition est connue grâce à deux manuscrits conservés, l'un, le manuscrit A, à la Biblioteca Marciana de Venise, l'autre, le manuscrit B, à la Bibliothèque Nationale de Paris. Les textes que renferment ces deux manuscrits sont différents ; ils sont, en outre, fragmentaires et contiennent des lacunes même à l'intérieur des parties conservées. 
Le manuscrit A se présente comme un traité d'arithmétique et de  « musique » d'inspiration pythagoricienne. Joëlle Delattre, dans la thèse qu'elle lui a consacrée en 1999, y distingue deux traités différents : l'un, d'arithmétique, l'autre, de musique, mais ces deux disciplines se confondent dans une perspective néo-pythagoricienne et il pourrait s'agir d'un ensemble continu. 
Le manuscrit B est un cours d'astronomie qui déclare s'appuyer, longuement sur des écrits d'Adraste d'Aphrodisie, aujourd'hui perdus, ensuite, plus brièvement, sur Dercyllidès (depuis la page 198 jusqu'à la fin du texte conservé, à la page 206, où l'auteur annonce un exposé tiré de Thrasylle, exposé qui n'est pas conservé dans le manuscrit de Paris qui est la seule source exploitée à ce jour). Les développements qui s'appuient sur Adraste, bien que disparates, renferment des démonstrations du mouvement annuel du Soleil qui témoignent d'un haut niveau d'élaboration scientifique, en particulier la démonstration de l'équivalence de l'hypothèse de l'excentrique et de celle de l'épicycle.
Le manuscrit commence par une démonstration de la rotondité de la Terre, qui s'appuie sur le calcul de son volume, calcul dont l'explication fait intervenir l'écriture archimédienne des nombres par myriades, connue par l'Arénaire d'Archimède ; ce calcul repose sur l'idée que le volume d'une sphère de rayon R est égal aux deux-tiers du volume d'un cylindre de rayon R et de hauteur 2R, idée démontrée par Archimède dans le Traité de la Sphère et du Cylindre ; les chiffres étant effacés dans le manuscrit, l'éditeur s'appuie sur une restitution de Martin qui contient une erreur (le volume de la terre est de 270.025.043.508.297, 3 stades cubiques, et non de 269.941.043.317.821, 3, comme donne Hiller ; l'erreur résulte de ce que Martin a écrit 6.427.153.124 stades carrés, comme valeur de (2R)2, au lieu de la valeur correcte de 6.429.153.124, et elle a été relevée par Tannery et par Dupuis. L'auteur démontre encore cette rotondité en s'appuyant sur l’ombre de la Terre portée sur la Lune lors d’une éclipse de Lune et sur la disparition progressive des objets à l’horizon.

## Éditions modernes
Le manuscrit de Paris a été édité par Thomas-Henri Martin en 1849, accompagné d'une traduction latine ; une édition critique de l'ensemble des fragments conservés, fondée sur les manuscrits de Venise et de Paris, a été donnée par Hiller, aux  éditions Teubner, à Leipzig, en 1878 ; une édition accompagnée d'une traduction française a été donnée par J. Dupuis à Paris, en 1892. Ces travaux ne sauraient, toutefois, être tenus pour définitifs, car il existerait, outre les deux manuscrits de Venise et de Paris, deux autres manuscrits conservés à la Bibliothèque Ambrosienne de Milan. La source la plus importante de la partie astronomique de l'œuvre de Théon, Adraste, est connue, par ailleurs, grâce aux importants emprunts que Chalcidius a intégrés à son Commentaire latin du Timée, dont l'influence fut considérable dans l'Occident latin médiéval.

## Hommage
Un cratère lunaire est nommé Theon Senior (Théon l'Ancien) en son honneur. Il forme un couple de cratères avec Theon Junior (Théon le Jeune), nommé en hommage à Théon d'Alexandrie.

### Éditions
- Théon de Smyrne, Exposition des connaissances mathématiques utiles pour la lecture de Platon (vers 130 ?), édition critique accompagnée d'une trad. fr. par J. Dupuis, Hachette, 1892.
- Théon de Smyrne, De l'utilité des mathématiques, Cahiers d'histoire des mathématiques et d'épistémologie, IREM de Poitiers, décembre 1997 (fascicule 1), décembre 1998 (fascicule 2), septembre 1999 (fascicule 3), sous la direction de J.-P. Levet, Professeur à l'Université de Limoges.
- Théon de Smyrne, Lire Platon, éditions Anacharsis, Paris, 2010  (ISBN 978-2-914777-704)
- (fr) Luc Brisson (trad. du grec ancien), Platon : Œuvres complètes, Paris, Éditions Flammarion, 2008, 2204 p. (ISBN 978-2-08-121810-9)
- (grc) Eduard Hiller, Exposition rerum mathematicarum ad legendum Platonem Utilum, 1878, 232 p. (lire en ligne).

### Études
- Denis Daumas, De Pythagore à Théon de Smyrne. Quelques jalons sur la découverte de l'incommensurabilité et son traitement dans les mathématiques grecques, IREM de Toulouse, Toulouse, 1996
- J. Dupuis, Théon de Smyrne, philosophe platonicien, 1892, rééd. Bruxelles, 1966.
- J. Dillon, The Middle Platonists, Londres, 1977.